# Mionochroma rufescens
Mionochroma rufescens är en skalbaggsart som först beskrevs av Charles Joseph Gahan 1895.  Mionochroma rufescens ingår i släktet Mionochroma och familjen långhorningar.
Artens utbredningsområde är:
- Guadeloupe.
- Martinique.

Inga underarter finns listade i Catalogue of Life.